# Шиповатая белокровка
Шиповатая белокровка(лат. Chionodraco hamatus) — вид лучепёрых рыб из семейства белокровных рыб. Обитает на антарктическом шельфе, предпочитая глубины от 4 до 400 м.

## Описание
Максимально зарегистрированная длина тела — 49 см, обычно 33—37 см.

## Питание
Питается мелкими рыбами, мальками и крилем. Сама становится добычей крупных рыб, например, антарктического клыкача.

## Размножение
Гнездо готовит самец. Помещение икры в гнездо происходит в ночное время. На гнезде остаётся самка, самец, вероятно, не заботится об икре.